# Список оригинальных публикаций ElfQuest
Комикс ElfQuest впервые был опубликован в недолго просуществовавшей антологии «Fantasy Quarterly» в 1978; затем комикс стали выпускать как самостоятельную серию, начавшуюся со второго выпуска. С тех пор история ElfQuest обзавелась многочисленными ответвлениями, многие из которых были впоследствии собраны в единую серию, выпускавшуюся с 1996 по 1999. Затем Warp Graphics, после издания нескольких отдельных выпусков и графических новелл, передала права на публикацию DC Comics. Сначала компания организовала переиздание уже существующего материала в манга-формат, а затем и опубликовала несколько новых выпусков. В 2003 DC Comics начала релиз оригинального собрания историй в твердом переплете и с обработанными, заново расцвеченными фонами. Последний считается окончательной авторской версией.

## Оригинальные материалы по датам публикации
(Список включает в себя только первые даты выпуска. Даты переизданий не отмечены.)

### Комиксы
1978: Fantasy Quarterly / Фантазия 1 [антология]. Выпускалась раз в три месяца. В 1978—1992, Elfquest был опубликован как серия следующих друг за другом изданий:
- 1978—1984: Elfquest: The Original Quest / Оригинальные Поиски — 20 номеров и один экстра-выпуск (#21); #1 — переиздание истории из Fantasy Quarterly 1; #21 был бонусным выпуском, содержащим письма фанатов с отзывами о конце поиска эскизы и зарисовки, рецензии на серию из различных журналов, статьи редакции и другие «закулисные» материалы (что-то типа сборника всякой всячины для фанатов).
- 1980: Epic Illustrated #1 (Иллюстрированная Эпопея, выпуск 1): антология новых коротких историй Поиска, «Homespun»/«Дом» (первоначально не относился к истории Поиска, но его персонажи впоследствии появляются в Оригинальном Поиске)
- 1986: Warp Graphics Annual / Ежегодник Warp Graphics, включал в себя историю «Courage, By Any Other Name…»/«Отвага, Любым Другим Именем…»
- 1986—1988: Siege at Blue Mountain / Осада Синей Горы — 8 выпусков
- 1988—1990: Kings of the Broken Wheel / Короли Сломанного Колеса — 9 выпусков

В 1992 цикл распался на несколько одновременно выпускаемых серий:
- 1992—1996: Hidden Years / Скрытые Годы — 30 выпусков (29 нумерованных выпусков и выпуск 9.5)
- 1992—1996: New Blood / Новая Кровь- 35 выпусков
- 1993—1995: Blood of Ten Chiefs / Кровь Десяти Вождей — 20 выпусков
- 1993—1994 WaveDancers I / Танцующие на Волнах I (не считается канонической, также известна как Original WaveDancers) — 6 выпусков, авторы: Julie Ditrich, Bruce Love и Jozef Szekeres, также известные как BMP (Black Mermaid Productions/издательство «Черная Русалка»). Не канонический статус этой истории может быть вызван разногласиями между её создателями и авторами Пини.
- 1993: New Blood Summer Special / Новая Кровь: Летний Спец-выпуск — 1 выпуск
- 1994: Elfquest Bedtime Stories / Истории на Ночь — антологическое издание (из цикла Новая кровь 1,7,10) включающее в себя новые короткие истории Wolf’s clothing и Ever after / Волчья шкура и После соответственно.
- 1994—1996: Shards / Осколки — 16 выпусков
- 1994—1996: The Rebels / Мятежники- 12 выпусков
- 1994—1996: Jink / Уловка — 12 выпусков
- 1995—1996: Kahvi / Кави — 6 выпусков
- 1995—1996: Two-Spear / Два Копья — 5 выпусков
- 1996: WaveDancers II Special / Танцующие на волнах II (спецвыпуск) — 1 выпуск

В 1996, серии Elfquest слились в одну ежемесячную комикс-антологию, содержащую несколько линий повествования.
- 1996: Metamorphosis / Превращение — 1 выпуск
- 1996—1999: Elfquest II — 33 выпусков, содержащие следующие линии повествования:
  - Dreamtime / Время Снов (Эльфийские Поиски II 4-7, 9-13, 15-16, 18)
  - Fire-Eye / Огненный Глаз (Превращение, Эльфийские Поиски II 1-7, 9-14, 16-17, 19-22
  - Futurequest / Будущие Поиски (Превращение, Эльфийские Поиски II 10-11, 13-15, 17, 19-20, 22)
  - Mr. Beat / Мр. Бит (Эльфийские Поиски II 9-27)
  - Return to Centaur / Возвращение на Центавр (кроссовер миров Elfquest — Xanth/Ксанф) (Elfquest II 19, 23-24, 28, 30-31)
  - Rogue’s Curse / Проклятие Плута (Превращение, Эльфийские Поиски II 1, 3, 8-10, 12-13, 15-17, 20, 22, 24-26, 28-30)
  - Tiny Toons / Крошечные Красные Деревца (Эльфийские Поиски II 16, 25, 27)
  - Wavedancers (Превращение, Эльфийские Поиски II 1-2, 5, 21, 23-24, 27-28, 30-31)
  - Wild Hunt / Дикая Охота (Превращение, Эльфийские Поиски II 1-7, 10-12, 14-15, 18, 20-30, 32-33)
  - Wolfrider! / Волчий Всадник! (Эльфийские Поиски II 19, 21, 23, 25, 27, 29, 31, 33)
  - Worldpool / Омут Миров (Эльфийские Поиски II 2, 3, 4, 17, 18, 26, 31)

В процессе издания антологии «Эльфийские Поиски» также были опубликованы несколько мини-серий и отдельных историй.
- 1997: Kings Cross / Крест Королей — 2 выпуска
- 1997: Worldpool / Омут Миров — 1 выпуск
- 1998: Frank Frazetta Fantasy Illustrated / Иллюстрированная Фантазия #1: антология, содержащая новую короткую историю «Jury» / «Судьи»
- 1998: Frank Frazetta Fantasy Illustrated #4: антология, содержащая новую короткую историю «Rogue’s Curse»/«Проклятие Плута»
- 1998: Elfquest: The First Twenty Years / Эльфийские Поиски: Первые Двадцать Лет антология, содержащая новую короткую историю «The Heart’s Way» / Путь Сердца и перепечатанные «Дом» и «Отвага, Любым Другим Именем…»

После антологии «Эльфийские Поиски» в 1999 комикс подошел к концу, новый материал продолжили выпускать в форме отдельных историй, либо же добавляли в Читательскую Коллекцию (Reader’s Collections) (это были перепечатки прежде изданных серий)
- 1999: Wolfrider / Волчий Всадник — Читательская Коллекция содержала заключение истории начатой в Elfquest II
- 2001: Wolfshadow Summer Special / Тень Волка Летний Спец-выпуск — 1 выпуск
- 2001: Recognition Summer Special / Предназначение Летний Спец-выпуск — 1 выпуск
- 2002: In All But Blood / Во Всем, кроме Крови — Читательская Коллекция содержала две новые короткие истории, «Troll Games and Soul Names» / «Игры Троллей и Имена Души» и «Full Circle» / «Полный Круг», а также перепечатанные «Тень Волка» и «Путь Сердца»
- В 2003 лицензию Elfquest получила DC Comics. С тех пор были выпущены:
  - 2004: The Searcher and the Sword / Искатель и Меч (графическая новелла)
  - 2006: The Discovery / Открытия — 4 выпуска

С 22 января 2014 года выходят издания Elfquest Special: The Final Quest под публикацией Dark Horse Comics. Всего запланировано 24 выпуска.

### Художественная проза (текстовые истории)
1984: Journey to Sorrow’s End/Путешествие в Конец Горестей — новеллизация
1986: The Blood of Ten Chiefs/Кровь Десяти Вождей, под редакцией Richard Pini, Robert Asprin и Lynn Abbey — антология коротких историй
- «Pendulum»/«Маятник» — Richard Pini
- «Coming of Age»/«Смена Веков» — Lynn Abbey
- «Plague of Allos»/Нашествие Аллов — Piers Anthony
- «Swift-Spear»/«Быстрое Копье» — Mark C. Perry и C. J. Cherryh
- «Tale of the Snowbeast»/«История Снежного Чудовища» — Janny Wurts
- «The Deer Hunters»/«Охотники на Оленей» — Allen L. Wold
- «Tanner’s Dream»/«Сон Кожевника» — Nancy Springer
- «The Spirit Quest»/«Духовные Поиски» — Diana L. Paxson
- «Lessons in Passing»/«Случайные Уроки» — Robert Lynn Asprin
- «Night Hunt»/«Ночная Охота» — Diane Carey

1988: Wolfsong/Песнь Волков (Кровь Десяти Вождей Том 2), под редакцией Richard Pini, Robert Asprin и Lynn Abbey — антология коротких историй
- «Colors»/«Цвета» — Richard Pini
- «Love and Memory»/«Любовь и Память» — Lynn Abbey
- «Songshaper»/«Меняющий Песни» — Nancy Springer
- «The Search»/«Розыск» — Christine Dewees и C. J. Cherryh
- «Genesis»/«Начало» — Richard Pini, Lynn Abbey, и Marcus Leahy
- «Dreamsinger’s Tale»/«История Певца Снов» — Janny Wurts
- «Summer Tag»/«Обрывки Лета» — Allen L. Wold
- «Stormlight’s Way»/«Путь Отблеска Бури» — Nancy Springer
- «A Very Good Year for Dreamberries»/«Очень Удачный Год для Пьяных Ягод» — Diana L. Paxson

1989: Winds of Change/Ветра Перемен (Кровь Десяти Вождей Том 3), под редакцией Richard Pini, — антология коротких историй
- «Ice» / «Лед» — Lynn Abbey
- «Wind Warning»/«Предупреждение Ветра» — Katharine Eliska Kimbriel
- «A Friend in Need»/«Настоящий Друг» — Mercedes Lackey
- «Song’s End»/«Конец Песни» — Janny Wurts
- «The Flood»/«Потоп» — Allen L. Wold
- «At the Oak’s Root»/«У Корней Дуба» — Nancy Springer
- «The Fire Song»/«Песнь Огня» — Diana L. Paxson
- «Coyote»/«Койот» — Richard Pini
- «The Phantom of the Berry Patch» / «Иллюзия Ягодной Поляны» — Mercedes Lackey и Richard Pini.

1990: Against the Wind / Против Ветра (Кровь Десяти Вождей Том 4), под редакцией Richard Pini, — антология коротких историй
- «The Good Summer» / «Хорошее Лето» — Lynn Abbey
- «Court and Chase» / «Суд и Преследование» — Katharine Eliska Kimbriel
- «Ties that Bind» / «Связующие Нити» — Mercedes Lackey
- «Season of Sorrows» / «Сезон Печалей» — Heather Gladney и Janny Wurts
- «Firstborn» / «Перворожденный» — Allen L. Wold
- «Howl for Eldolil» / «Вой для Элдолила» — Nancy Springer
- «The Changeling» / «Подмена» — Diana L. Paxson
- «Hero Worship» / «Почитание Героя» — Len Wein & Deni Loubert

1994: Dark Hours / Темные Часы (Кровь Десяти Вождей Том 5), под редакцией Richard Pini, — антология коротких историй
- «In Memory Green» / «В Память Зелени» — Alice Cascorbi и Richard Pini
- «Starting Over» / «Начиная Заново» — Lynn Abbey
- «Personal Challenge» / «Личный Вызов» — Katharine Eliska Kimbriel
- «Riders of the Storm» / «Всадники Бури» — Mercedes Lackey
- «The Naming of Stonefist» / «Именование Каменного Кулака» — Allen L. Wold
- «Finder» / «Нашедший» — Nancy Springer
- «Turnings» / «Перекрестки» — Diana L. Paxson
- «The Long Hunt» / «Долгая Охота» — Len Wein и Bill Rotsler
- «Five-Finger Exercise» / «Пятипалое Упражнение» — Esther M. Friesner

Также планировался выпуск шестого тома, «Hunter’s Dawn» / «Рассвет Охотника», для которого даже были написаны истории, но его никогда не публиковали, хотя Elfquest, том II, выпуск 26 содержал рекламу тома.
1996: The Quest Begins / Начало Поисков — новеллизация
1996: A Gift of Her Own / Её Собственный Дар — книга для детей (графическая)
1997: Captives of Blue Mountain / Пленники Синей Горы — новеллизация

### Игры и прочее
1981: ElfQuest Gatherum #1 / Сборник Эльфийских Поисков #1 — книга «закулисных» материалов
1984: Elfquest Roleplaying Game: Elfbook & Worldbook / Ролевая Игра: Книга Эльфов и Книга Миров
1985: Elfquest Roleplaying Game: The Elfquest Companion / Ролевая Игра: Спутник Эльфийских Поисков
1988: The ElfQuest Gatherum #2 / Сборник Эльфийских Поисков #2 — книга «закулисных» материалов
1997: The Big ElfQuest Gatherum / Большой Сборник Эльфийских Поисков — книга «закулисных» материалов (перепечатки из ##1 и 2 плюс новый материал)
1998: Elfquest: The First Twenty Years / Эльфийские Поиски: Первые Двадцать лет
1999: The Wolfrider’s Guide to the World of ElfQuest / Гид Волчьего Всадника по Миру Эльфийских Поисков — книга «закулисных» материалов

## Графические новеллы / переиздания
Издательство Donning/Starblaze (Звездное Пламя) (в цвете)
- Эльфийские Поиски Книга 1 (Эльфийские Поиски I 1-5) (1981)
- Эльфийские Поиски Книга 2 (Эльфийские Поиски I 6-10) (1982)
- Эльфийские Поиски Книга 3 (Эльфийские Поиски I 11-15) (1983)
- Эльфийские Поиски Книга 4 (Эльфийские Поиски I 16-20) (1984)

Завершенные Эльфийские Поиски (Father Tree Press/издательство Великое Древо) (новые цвета)
- Fire and Flight/Огонь и Бегство (Эльфийские Поиски I 1-5) (1988)
- The Forbidden Grove/Запретная Роща (Эльфийские Поиски I 6-10) (1988)
- Captives of Blue Mountain/Пленники Синей Горы (Эльфийские Поиски I 11-15) (1989)
- Quest’s End/Конец Поисков (Elfquest I 16-20) (1989)
- Siege at Blue Mountain/Осада Синей Горы (Осада Синей Горы 1-4) (1989)
- The Secret of Two-Edge/Секрет Двугранного (Осада Синей Горы 5-8) (1989)
- The Cry From Beyond/Крик Издалека (Короли Сломанного Колеса 1-4) (1991)
- Kings of the Broken Wheel/Короли Сломанного Колеса (Короли Сломанного Колеса 5-8) (1992)
- Hidden Years/Скрытые Годы (Скрытые Годы 1-5) (1992)
- Rogue’s Challenge/Вызов Плута (Скрытые Годы 6-9.5)
- New Blood/Новая Кровь (Новая Кровь 1-5) (1993)
- Bedtime Stories/Истории на Ночь (Новая Кровь 1, 7, 10) (1994)

Читательская Коллекция (книги Волчьего Всадника) (в черно-белом)
- Fire and Flight/Огонь и Бегство (Эльфийские Поиски I 1-5) (1998)
- The Forbidden Grove/Запретная Роща (Эльфийские Поиски I 6-10) (1998)
- Captives of Blue Mountain/Пленники Синей Горы (Эльфийские Поиски I 11-15) (1998)
- Quest’s End/Конец Поисков (Эльфийские Поиски I 16-20) (1998)
- Siege at Blue Mountain/Осада Синей Горы (Осада Синей Горы 1-4) (1998)
- The Secret of Two-Edge/Секрет Двух Копий (Осада Синей Горы 5-8) (1998)
- The Cry From Beyond/Крик Издалека (Короли Сломанного Колеса 1-4) (1998)
- Kings of the Broken Wheel/Короли Сломанного Колеса (Короли Сломанного Колеса 5-8) (1998)
- Dreamtime/Время Снов (Эльфийские Поиски II 4-7, 9, 11-13, 15-18) (1998)
- In All But Blood/Во Всем, Кроме Крови (2002)
- Rogue’s Curse/Проклятье Плута (Эльфийские Поиски II 1, 3, 8-10, 12-13, 15-17, 20, 22, 24-26) (2000)
- Wolfrider/Волчий Всадник (Эльфийские Поиски II 19, 21, 23, 25, 27, 29, 31, 33) (1999)
- Blood of Ten Chiefs/Кровь Десяти Вождей (Кровь Десяти Вождей 1-7, 10-11) (1999)
- Kahvi/Кави (Кави 1-6, Два Копья 1-5) (2000)
- Chief’s Howl/Вой Вождя (Кровь Десяти Вождей 12-15, 18-20) (2001)
- Shards/Осколки (Скрытые Годы 8-15) (1998)
- Legacy/Наследие (Скрытые Годы 16-22) (1998)
- Huntress/Охотница (Скрытые Годы 23-29) (1999)
- The Wild Hunt/Дикая Охота (Эльфийские Поиски II 1-7, 10, 12, 15, 18, 20-22) (2000)
- Shadowstalker/Сумрачный Преследователь (Эльфийские Поиски II 23-30) (2000)
- Ascent/Восхождение (Осколки 1-8) (1999)
- Reunion/Воссоединение (Осколки 9-16) (1999)
- The Rebels/Мятежники (Мятежники 1-6) (1998)
- Skyward Shadow/Тень в Небо (Мятежники 7-12) (1999)
- Jink!/Уловка! (Уловка 1-6) (1999)
- Mindcoil/Витки Разума (Уловка 7-12) (1999)
- Forevergreen/Вечная Зелень (Новая Кровь 11-19) (1999)
- Dream’s End/Конец Снов (Новая Кровь 20-27) (2001)
- Phoenix/Феникс (Новая Кровь 28-35) (2002)
- WaveDancers/Танцующие на Волнах (Танцующие на Волнах Спец-выпуск 1; Эльфийские Поиски II 1-2, 5, 21, 23-24, 27-28, 30-31) (2000)
- Омут Миров (Новая Кровь 8, 9; Эльфийские Поиски II 2-3, 16, 17, 25, 31; Крест Королей 1-2) (2000)

Архивы Эльфийских Поисков (DC Comics) (снова новые цвета)
- Том Первый (Эльфийские Поиски I 1-5 (новые цвета), короткая история Путь Сердца) (2003)
- Том Второй (Эльфийские Поиски I 6-10 (новые цвета), короткая история Дом (Впервые переиздан с оригинальной историей Поисков в хронологическом порядке)) (2005)
- Том Третий (Эльфийские Поиски I 11-15 (новые цвета), A Day in the Lives/День из Жизней (одиночные юмористические карикатуры по оригинальному комиксу), Эльфийские Поиски: Портфолио (7 черно-белых рисунков, 1980)) (2005)
- Том Четвертый (Эльфийские Поиски I 16-20 (новые цвета)) (2007)

Эльфийские Поиски (DC Comics) (черно-белый, манга-формат)
- Волчий Всадник том 1 (Кровь Десяти Вождей 2, Эльфийские Поиски II 19, 21, 23, 25, 27, Скрытые Годы 5, Эльфийские Поиски II 29, 31, Новая Кровь '93 Летний Спец-выпуск)
- Волчий Всадник том 2 (Эльфийские Поиски II 33, Кровь Десяти Вождей 19, «Отвага, Любым Другим Именем…» из 1 Ежегодника Warp Graphics, Кровь Десяти Вождей 10-11, Читательская Коллекция Волчий Всадник!, «Игры Троллей и Имена Души» из Читательской Коллекции Во Всем, кроме Крови) (2003)
- Великие Поиски:
- The Grand Quest том 1 (Эльфийские Поиски I 1-5) (2004)
- The Grand Quest том 2 (Эльфийские Поиски I 5-8, короткая история «Путь Сердца» из Спец-выпуска к 20летнему Юбилею) (2004)
- The Grand Quest том 3 (Эльфийские Поиски I 8-11) (2004)
- The Grand Quest том 4 (Эльфийские Поиски I 11-15) (2004)
- The Grand Quest том 5 (Эльфийские Поиски I 15-18) (2004)
- The Grand Quest том 6 (Эльфийские Поиски I 18-20) (2004)
- The Grand Quest том 7 (Осада Синей Горы 1-3) (2005)
- The Grand Quest том 8 (Осада Синей Горы 3-5) (2005)
- The Grand Quest том 9 (Осада Синей Горы 6-8) (2005)
- The Grand Quest том 10 (Короли Сломанного Колеса 1-3) (2005)
- The Grand Quest том 11 (Короли Сломанного Колеса 5-7, короткая история «Суд» из Frank Frazetta Fantasy Illustrated #1) (2005)
- The Grand Quest том 12 (Короли Сломанного Колеса 8-11)
- The Grand Quest том 13 (Эльфийские Поиски II 4-7, 9, 11-13, 15-18) (2006)
- The Grand Quest том 14 («Right of Passage»/«Право Перехода» и «Вызов Плута») (2006)

Эльфийские Поиски (DC Comics) в цвете, в мягкой обложке
- Эльфийские Поиски: Открытия (2006)